# レーグル
レーグル （L'Aigle、1961年までのつづりはLaigle）は、フランス、ノルマンディー地域圏、オルヌ県のコミューン。

## 地理
ウシュ地方にあるレーグルは、リル川が横切っている。

## 由来
1136年当時の名称はアクイラ（Aquila、ラテン語でワシを意味する）。サンテヴルー修道院の修道士オルドリック・ヴィタル（fr）によると、9世紀に城の建設中にワシの巣が見つかったという。

## 歴史
- 1077年、ウィリアム1世がペルシュ領主ロトルー2世に対する遠征をレーグルで準備中、長男であるノルマンディー公ロベール2世が父親に対する反乱を起こした。
- 1119年、ヘンリー碩学王に対する戦争が起こり、フランス王ルイ6世がまちを制圧し火を放った。彼は好戦的で強力なティメレ領主ユーグ2世に後を託した。
- 1354年8月、フランス王軍司令官シャルル・ド・ラ・セルダ、ナバーラ王カルロス悪人王が送った刺客によってレーグルで殺害される。
- フランス革命期、レーグルが郡庁所在地となる。

## 人口統計
| 1962年 | 1968年 | 1975年 | 1982年 | 1990年 | 1999年 | 2009年 |
| ------ | ------ | ------ | ------ | ------ | ------ | ------ |
| 7317   | 8702   | 9619   | 9834   | 9466   | 8972   | 8144   |

参照元:EHESS、Insee

## 交通
- 鉄道 - フランス国鉄レーグル駅。TERバス＝ノルマンディー、TERオート＝ノルマンディー、アンテルシテ・ノルマンディー（コライユ利用）が乗り入れている。パリ-アルジャンタン-グランヴィル間を走る路線が通じる。

## 姉妹都市
- エグル、スイス
- クラウスタール＝ツェレルフェルト、ドイツ
- スピシュスカー・ノヴァー・ヴェス、スロバキア